# Townhouse (Storbritannien)
På engelsk betyder townhouse byhus og var oprindeligt en residens i London for et medlem af adelen eller herskabet som kontrast til deres bolig på landet, kaldet country house. De mest fornemme af Londons townhouses var selvstændige bygninger, men mange var fornemme rækkehuse. De aristokratiske rækkehuse ligger stadig ved St. James's Square i Westminster, men er glemt af den brede befolkning. Ordet townhouse svarer til hôtel particulier for den franske adel i Paris.
Britiske bygherrer og ejendomsmæglere markedsfører ofte nye huse som townhouses, selvom der er tale om mere beskedne boliger; Det gør de for at undgå at skabe associationer hos potentielle købere om billige arbejderrækkehuse fra den Victorianske æra. 

## Baggrund
Et byhus har været den primære residens for en rig familie, som ejede en eller flere ejendomme på landet (herregårde), hvor de boede det meste af året. Nabobygninger og landbrug blev bortforpagtet eller lejet ud, og derved opstod familiernes rigdom og politiske magt. Mange Inns of Court i London var byhuse. Fx var Gray's Inn Reginald de Greys store townhouse.